# Saucerottia edward
La amazilia de Edward, amazilia de pecho blanco, amazilia vientriblanca, amazilia ventrinivosa o colibrí vientriblanco (Amazilia  edward), es una especie de ave apodiforme de la familia Trochilidae —los colibríes— perteneciente al numeroso género  Saucerottia, anteriormente incluida en el género  Amazilia . Es nativa del este de América Central. 

## Distribución y hábitat
Se distribuye desde el suroeste de Costa Rica hasta el este de Panamá, incluyendo islas costeras, hasta el oeste de Darién; y es registrada como errante en el extremo noroeste de Colombia (Chocó, cerca de la frontera con Panamá).
Esta especie es considerada común a localmente común en sus hábitats naturales que varían significativamente entre las distintas poblaciones. Las de Costa Rica y el oeste de Panamá prefieren zonas parcialmente abiertas, como sabanas arbustivas, bosques abiertos, bosques secundarios, bordes de bosques, claros, bordes de carreteras, plantaciones de café y jardines. Las poblaciones de las islas tienden a seleccionar campos viejos, manglares o zonas cercanas a arroyos. En altitudes entre el nivel del mar y 1600 m.

## Sistemática

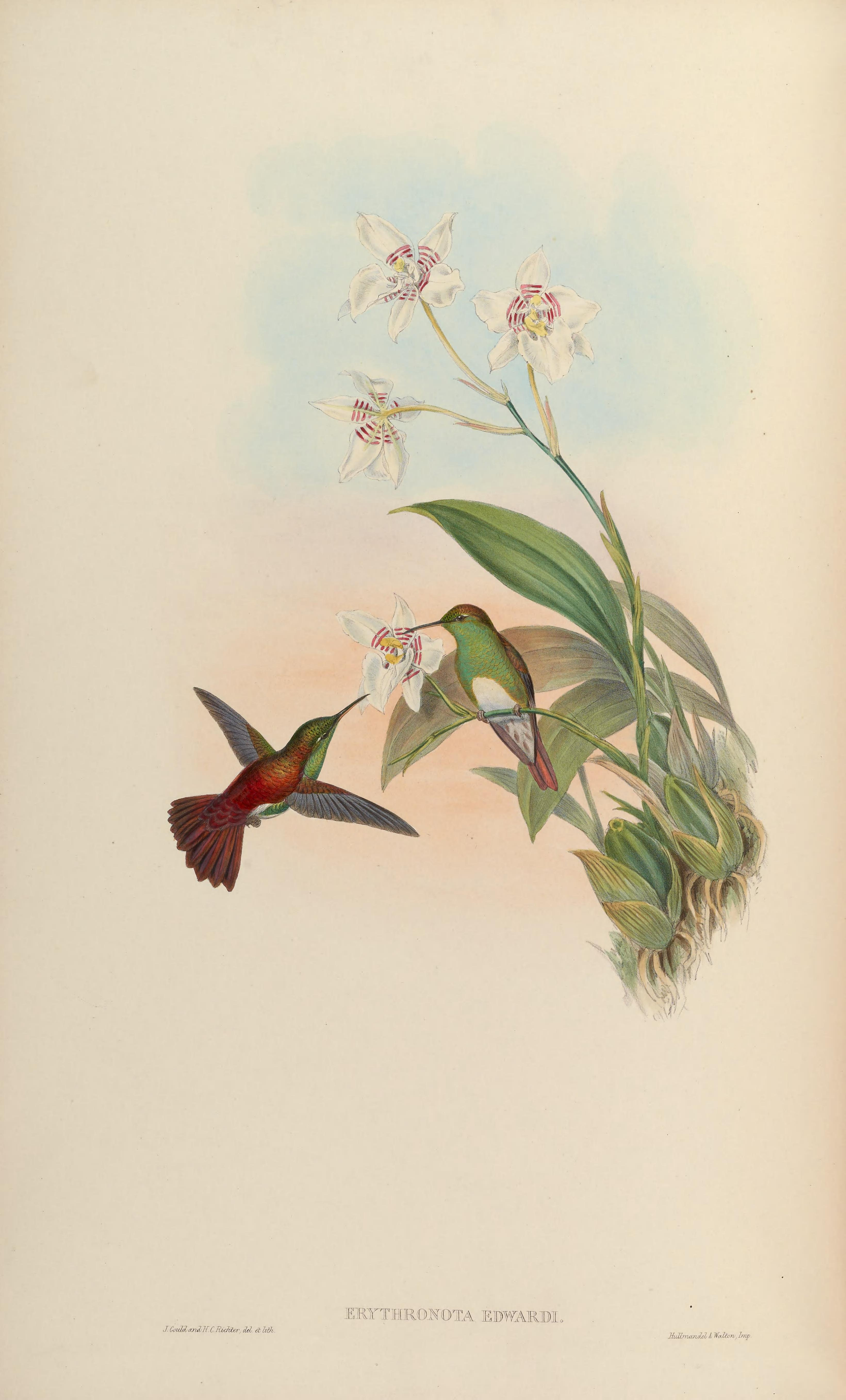
Erythronota edward, ilustración de Gould y Richter en A monograph of the Trochilidae, or family of humming-birds 5, 1861.

### Descripción original
La especie S. edward fue descrita por primera vez por los ornitólogos franceses Adolphe Delattre y Jules Bourcier en 1846 bajo el nombre científico Trochilus edward; la localidad tipo es «istmo de Panamá».

### Etimología
El nombre genérico femenino Saucerottia fue tomado del nombre específico Trochilus saucerrottei, que por su vez conmemora al médico y ornitólogo francés Antoine Constant Saucerotte (1805–1884); y el nombre de la especie «edward» conmemora al ornitólogo y coleccionista de colibríes británico Edward Wilson (1808-1888).

### Taxonomía
La presente especie junto a un grupo de otras diez especies fueron tradicionalmente incluidas en el género Amazilia. En el año 1999, ya se propuso la separación en los géneros resucitados Agyrtria y otras en Saucerottia, principalmente con base en características morfológicas y de plumaje, pero esta tesis no fue adoptada por las mayoría de las clasificaciones por falta de mejores evidencias. Una serie de estudios filogenéticos que culminaron con el estudio de McGuire et al. (2014) confirmaron que el género Amazilia era altamente polifilético. En la clasificación propuesta para resolver la polifilia del género, Stiles et al. (2017) reafirmaron la resurrección del género Saucerottia para este grupo de especies, lo que fue reconocido por el Comité de Clasificación de Norte y Mesoamérica (N&MACC) en la Propuesta No 2020-A-03.
La forma descrita S. edwardi crosbyi Griscom, 1927 se considera indistinguible de margaritarum y la forma Amazilia edward ludibunda Wetmore, 1952 se considera sinónimo de niveoventer, descrita a partir de un individuo aberrante.

### Subespecies
Según las clasificaciones del Congreso Ornitológico Internacional (IOC) y Clements Checklist/eBird  se reconocen cuatro subespecies, con su correspondiente distribución geográfica:
- Saucerottia edward niveoventer (Gould), 1851 – suroeste de Costa Rica al oeste y centro de Panamá, incluyendo la isla Coiba.
- Saucerottia edward edward (Delattre & Bourcier), 1846 – Panamá desde la Zona del Canal hacia el este hasta el oeste de Darién; único registro (presuntamente errante) en el Chocó (noroeste de Colombia).
- Saucerottia edward collata (Wetmore), 1952 – centro de Panamá.
- Saucerottia edward margaritarum (Griscom), 1927 – norte del Golfo de Panamá (isla Pearl, e islas de Taboga, Taboguilla y Urabá) y este de Panamá (suroeste de Darién).